# Spacemen 3
Spacemen 3 fue un grupo de rock inglés formado en Rugby en 1982 y cuya carrera abarcó las épocas del post-punk al acid house. Los líderes de Spacemen 3 eran Jason Pierce (J. Spaceman) y Peter Kember (Sonic Boom). 
Tras varios años de tocar en locales de pequeño aforo, editaron su primer disco en 1986 para el sello Glass Records: Sound Of Confusion. Su continuación, The Perfect Prescription, es considerada su obra maestra, y uno de los precursores más importantes del shoegaze.
En 1989 se editó Playing with Fire. Su segundo sencillo, Revolution, logró el número uno en las listas independientes inglesas. 
Disputas internas hacen que su cuarto disco, Recurring (1991), sea su último disco propiamente dicho, aunque los conflictos se reflejan en que cada cara del disco es grabada por separado por Pierce y Kember. Por entonces, cada uno ha formado nuevos grupos, Spiritualized y Spectrum, respectivamente.

## Discografía

### Álbumes
- Sound of Confusion (1986)
- The Perfect Prescription (1987)
- Performance (1988)
- Playing with Fire (1989)
- Recurring (1991)
- Translucent Flashbacks - The Singles (1995)

### Directos, maquetas o discos no oficiales
- Taking Drugs (To Make Music To Take Drugs To) (1990) (maquetas de "Sound of Confusion")
- Dreamweapon: An Evening of Contemporary Sitar Music (1990) (directo)
- Losing Touch With Your Mind (1991) (recopilatorio de versiones alternativas)
- For All The Fucked Up Children (1995) (recopilatorio de primeras maquetas)
- Spacemen Are Go! (1995) (directo de la gira de Playing with Fire)
- Revolution Or Heroin (1995) (directo de Fierce records)
- Forged Prescriptions (2004) (maquetas y versiones alternativas de la época Perfect Prescription)